# Atmosfera Plutona

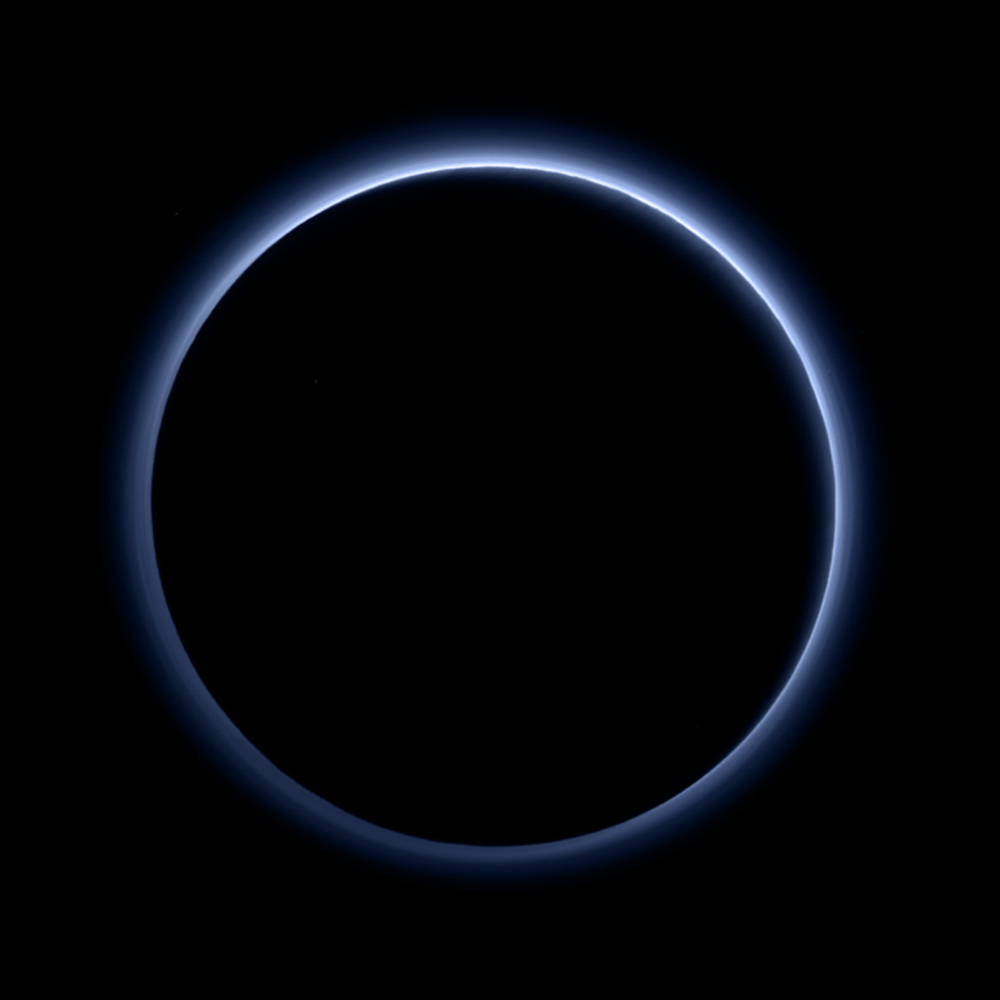
Zdjęcie Plutona wykonane przez odlatującą od niego sondę New Horizons, pokazujące atmosferę Plutona podświetloną przez Słońce. Niebieski kolor jest zbliżony do tego, który zobaczyłoby ludzkie oko, a jego źródłem są warstwy mgły w atmosferze.

Atmosfera Plutona – warstwa gazów otaczająca planetę karłowatą (134340) Pluton.
Atmosfera Plutona składa się głównie z azotu (N2) z niewielkim dodatkiem metanu (CH4) i tlenku węgla (CO), które to gazy uwalniają się z zestalonej postaci, w jakiej znajdują się na powierzchni tej planety karłowatej. Zawiera ona warstwy mgły, składającej się prawdopodobnie z bardziej złożonych związków chemicznych, powstałych z wymienionych gazów wskutek oddziaływania z promieniowaniem kosmicznym. Charakterystyczną cechą atmosfery Plutona są silne i nie do końca poznane zmiany w cyklu pór roku, wynikające z nietypowych parametrów jego ruchu orbitalnego oraz rotacji wokół osi.
Ciśnienie na powierzchni Plutona zmierzone w 2015 roku przez sondę New Horizons to około 1 Pa, czyli mniej więcej 100 tys. razy mniej niż na powierzchni Ziemi. Temperatura na powierzchni Plutona wynosi 40–60 K i szybko rośnie wraz z wysokością, co związane jest z wywoływanym przez metan efektem cieplarnianym. Około 30 km nad powierzchnią osiąga ona maksymalną wartość 110 K (-163 °C), po czym powoli zaczyna spadać.
Pluton jest jedynym obiektem transneptunowym wokół którego potwierdzono obecność otoczki gazów. Jej najbliższym odpowiednikiem jest atmosfera Trytona, lecz jako układ, w którym przez sublimację i resublimację następuje przepływ materii pomiędzy atmosferą a lodami na powierzchni planety, przypomina także marsjańską (choć tam głównym składnikiem jest CO2, a nie N2).
Atmosfera Plutona badana była od lat 80. XX wieku przez prowadzone z powierzchni Ziemi obserwacje wywoływanych przez niego okultacji gwiazd, a także z wykorzystaniem techniki spektroskopii astronomicznej. W 2015 atmosfera została dokładniej zbadana przez przelatującą w niedużej odległości sondę New Horizons.

## Skład

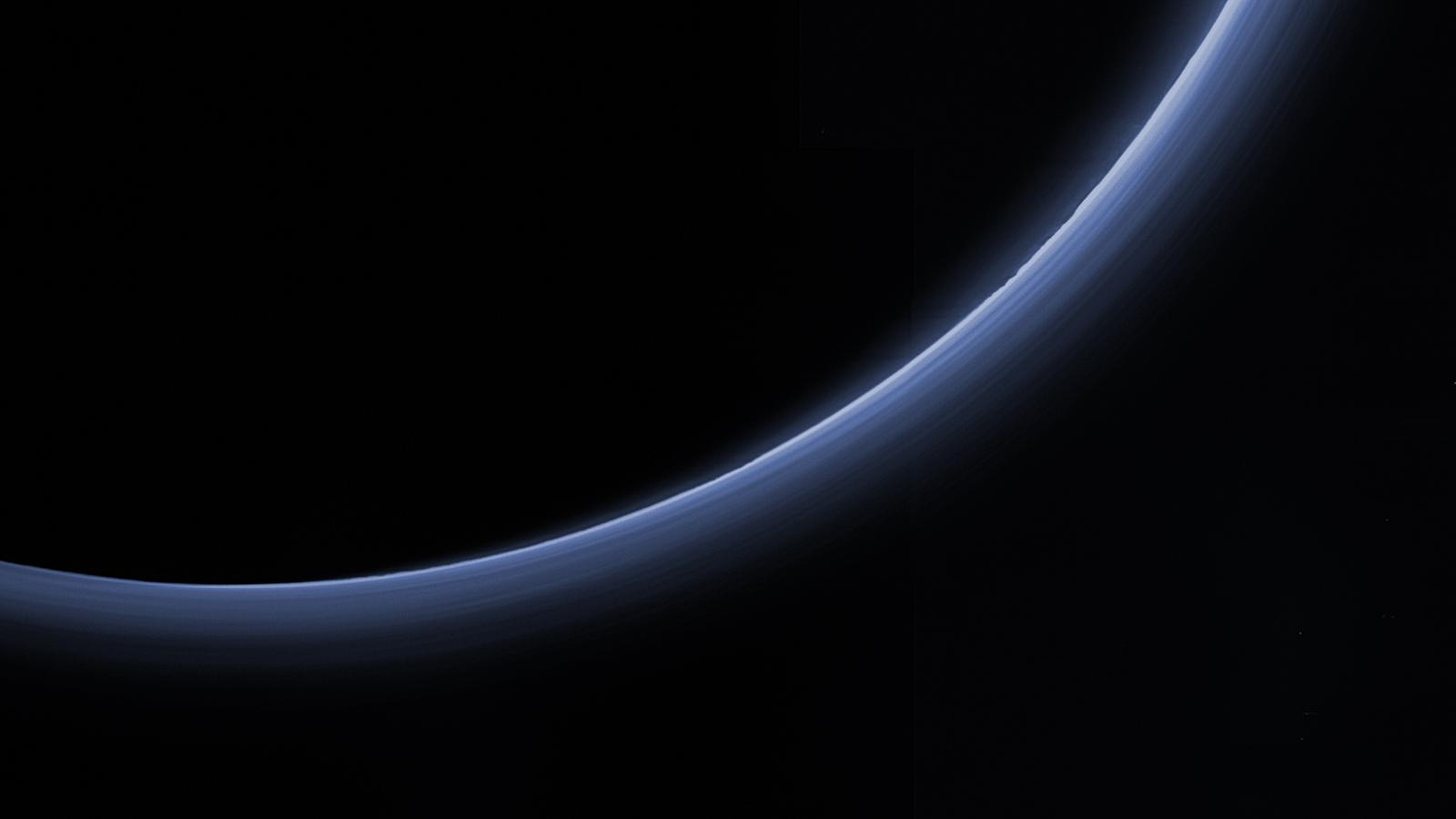
Warstwy błękitnej mgły w atmosferze Plutona, ukazane w barwach w przybliżeniu naturalnych

Głównym składnikiem atmosfery Plutona jest azot. Udział metanu, według pomiarów przeprowadzonych przez sondę New Horizons, wynosi 0,25%. Udział tlenku węgla szacowany jest na 0,025–0,15% (dane z 2010) bądź 0,05–0,075% (dane z 2015). Pod wpływem promieniowania kosmicznego i słonecznego promieniowania ultrafioletowego gazy te wchodzą w reakcje prowadzące do powstawania bardziej złożonych molekuł, takich jak etan (C
2H
6), eten (C
2H
4), etyn (C
2H
2), cięższe węglowodory oraz nitryle, a także cyjanowodór (HCN). Nie są lotne w temperaturach panujących na Plutonie i powoli osiadają na jego powierzchni. Prawdopodobnie wśród powstających związków są również tholiny, odpowiedzialne za brązowy kolor zarówno Plutona, jak i innych ciał w zewnętrznym Układzie Słonecznym. Udział etenu w atmosferze to około 0,0001%, natomiast etynu 0,0003%.
Najbardziej lotnym związkiem w atmosferze Plutona jest azot, drugim jest tlenek węgla, a trzecim metan. Miarą lotności jest wartość ciśnienia pary nasyconej. W temperaturze 40 K (w przybliżeniu minimalna temperatura powierzchni) jest ona równa około 10 Pa dla azotu, 1 Pa dla tlenku węgla i 0,001 Pa dla metanu, jednak rośnie szybko wraz z temperaturą i przy 60 K (w przybliżeniu maksymalna temperatura powierzchni Plutona) dochodzi do odpowiednio: 10 000 Pa, 3000 Pa i 10 Pa dla wymienionych gazów. Dla węglowodorów cięższych od metanu, wody, amoniaku, dwutlenku węgla i cyjanowodoru, ciśnienia te pozostają zaniedbywalnie niskie (rzędu 10−5 Pa lub mniej), co oznacza, że związki te nie są obecne w postaci gazowej w chłodniejszej, dolnej części atmosfery.
Metan i tlenek węgla, ze względu na mniejsze rozpowszechnienie oraz lotność, mogłyby wykazywać silne odchylenia od ciśnienia równowagowego względem swoich lodów na powierzchni Plutona, a także większe zróżnicowanie stężenia w czasie i przestrzeni. Jak się jednak okazuje, przynajmniej w przypadku metanu, ciśnienie to nie zależy zauważalnie od wysokości (przynajmniej w niższych 20–30 km atmosfery), długości geograficznej ani od czasu. Przebiegi zależności lotności metanu i azotu od temperatury wskazują, że stężenie tego pierwszego w atmosferze powinno maleć wraz z oddalaniem się Plutona od Słońca, które wynika z eliptycznego kształtu jego orbity. Ciśnienie metanu, przewidywane na podstawie prawa Raoulta, przy znajomości składu lodów powierzchniowych, okazuje się być o 2 rzędy wielkości niedoszacowane w stosunku do obserwowanego. Przyczyny tej rozbieżności nie są znane; jednym z możliwych wytłumaczeń jest obecność oddzielnych geograficznie płatów czystego lodu metanowego, które jako mniej podlegające chłodzeniu sublimacyjnemu charakteryzują się wyższą temperaturą. Drugą rozważaną hipotezą jest wyższa zawartość metanu w wierzchnich warstwach mieszanego lodu metanowo-azotowego, który sublimuje szybciej jako bardziej zewnętrzna warstwa, a równocześnie poprzez ten proces odbiera ciepło znajdującemu się głębiej azotowi – oba te czynniki prowadzą łącznie do większego względnego udziału metanu w atmosferze.
Zmiany w nasłonecznieniu powierzchni Plutona, wynikające z cyklu pór roku oraz zmian orbitalnych, powodują przemieszczanie się lodów na jego powierzchni – sublimują one w obszarach cieplejszych i resublimują w zimniejszych. Według niektórych szacunków prowadzi to do zmian w grubości warstwy lodowej rzędu 1 metra. Efekt ten prowadzi do zauważalnych zmian w dostrzeganej jasności i kolorze Plutona, prawdopodobnie spowodowanych również zmianami geometrii obserwacji Plutona z Ziemi.
Metan i tlenek węgla, mimo niewielkiego udziału w atmosferze, mają silny wpływ na jej strukturę termiczną: metan jest silnym gazem cieplarnianym, a tlenek węgla chłodzącym (chociaż wielkość tego drugiego efektu nie jest do końca ustalona).

## Mgła

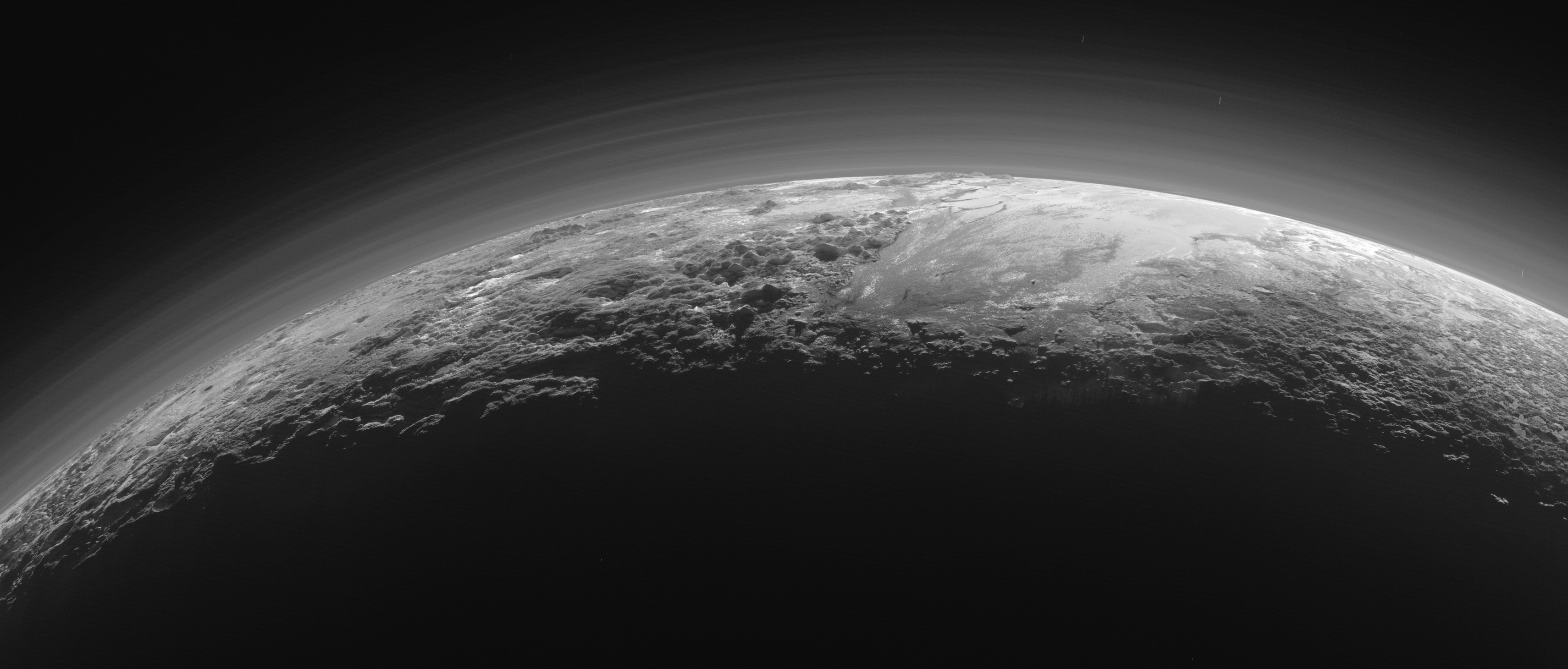
Mgła z wieloma warstwami w atmosferze Plutona. Część Sputnik Planitia, z pobliskimi górami, widoczna jest poniżej. Zdjęcie wykonane przez New Horizons 15 minut po momencie największego zbliżenia do Plutona.

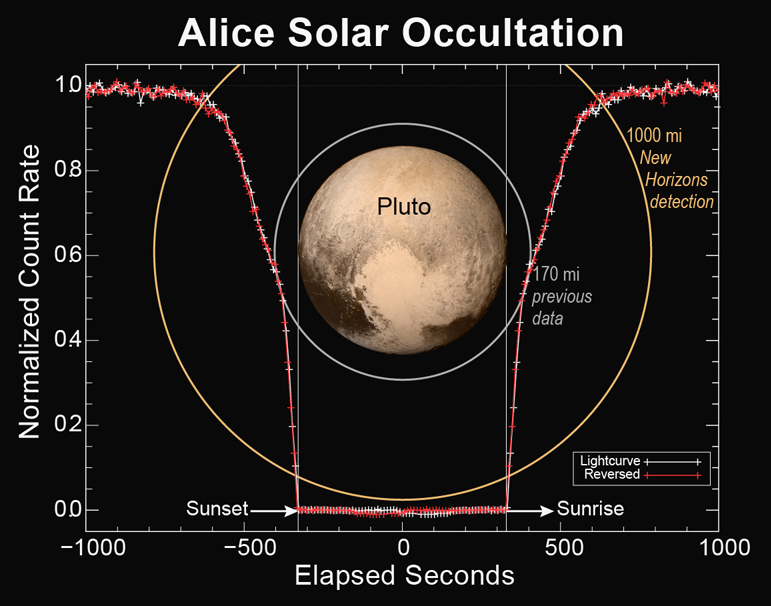
Krzywa absorpcji słonecznego promieniowania ultrafioletowego przez atmosferę Plutona, zmierzona w czasie przelotu New Horizons przez cień planety karłowatej. Charakterystyczny skok, wywoływany zapewne przez obecną w atmosferze mgłę, widoczny jest po obu stronach ciała niebieskiego.

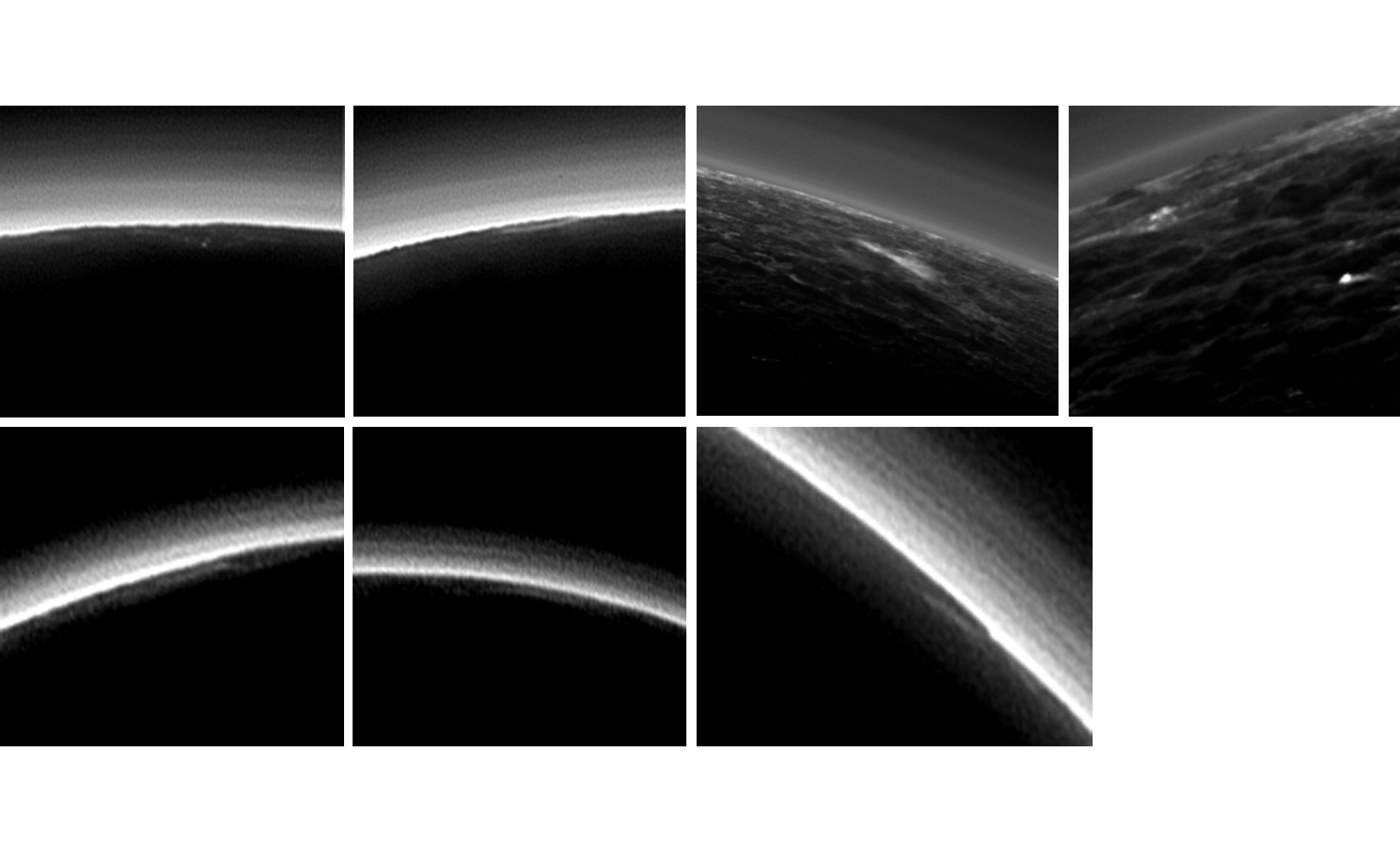
Potencjalne chmury w atmosferze Plutona

Pomiary sondy New Horizons pozwoliły odkryć w atmosferze Plutona wielowarstwową mgłę, która przykrywa całość globu i sięga do wysokości 200 km nad jej powierzchnią – najlepsze uzyskane zdjęcia ukazują w niej około 20 warstw. Rozmiary płatów mgły mierzonych równolegle do powierzchni gruntu wynoszą nie mniej niż 1000 km, a pionowa odległość pomiędzy nimi to około 10 km.
Biorąc pod uwagę niewielką średnią gęstość atmosfery mgła jest stosunkowo gęsta – efekt rozpraszania przez nią światła wystarcza do fotografowania niektórych szczegółów zacienionej strony Plutona. Jej prostopadła głębokość optyczna jest szacowana na 0,004 bądź 0,013. Oznacza to, że pochłania ona światło w takim stopniu, że wiązka przebywająca całą grubość atmosfery prostopadle do powierzchni planety karłowatej traci {\displaystyle 1-e^{-0,004}\approx 0,4\%} bądź {\displaystyle 1-e^{-0,013}\approx 1,3\%} swojej pierwotnej intensywności. Dla światła przebywającego dłuższą drogę przez atmosferę, na przykład kiedy obserwuje się początek lub koniec zaćmienia gwiazdy przez Plutona, efekt ten jest dużo mocniejszy. Absorpcję światła przez warstwę mgły o określonej grubości dobrze opisuje funkcja eksponencjalna. Długość drogi optycznej, na której intensywność światła maleje e-krotnie, wynosi średnio 45–55 km, przy czym między 100 a 200 km nad powierzchnią maleje do około 30 km; jest to związane z większym zagęszczeniem atmosfery.
Rozmiar cząstek tworzących mgłę nie został dobrze ustalony – korzystając z modelu Mie, z jednej strony jej niebieski kolor sugeruje promień rzędu 10 nm (przybliżenie Rayleigha), z drugiej stosunek jasności mierzonej pod różnymi kątami od padającego światła wskazuje na promień przekraczający 100 nm. Tę rozbieżność można tłumaczyć przez łączenie się mniejszych cząstek o rozmiarach rzędu dziesiątek nanometrów w większe agregaty o rozmiarach rzędu setek nanometrów.
Prawdopodobnie mgła składa się z cząsteczek nielotnych związków, które powstają z gazów atmosferycznych pod wpływem wysokoenergetycznego promieniowania kosmicznego. Ich podział na warstwy może wynikać z fal wypornościowych, a same fale mogą być wywoływane przez wiatr wiejący po nierównej powierzchni Plutona.
Mgła jest najbardziej prawdopodobnym wyjaśnieniem skoku na krzywej intensywności światła ultrafioletowego w funkcji czasu lotu, zmierzonej przez sondę New Horizons podczas jej lotu w cieniu Plutona (na obrazku). W odległości do 150 km od poziomu gruntu atmosfera pochłania promieniowanie dużo silniej niż w wyższych jej partiach. Podobny skok obserwowany był podczas okultacji gwiazdy w 1988 roku. Początkowo zostało to również zinterpretowane jako pochłanianie światła przez mgłę. Innym możliwym czynnikiem jest inwersja temperatury, wskazywana przez niektórych badaczy jako bardziej prawdopodobna. Grubość warstwy odpowiedzialnej za skok na krzywej była w tamtych czasach niemożliwa do określenia ze względu na niedokładną znajomość promienia Plutona; to, co dało się określić, to jej odległość od środka globu. Uwzględniając aktualne dane na temat promienia Plutona, otrzymuje się wartość 2 ± 24 km, co czyni tę „mgłę” nieodróżnialną od powierzchni. Podczas późniejszych zaćmień (kiedy atmosfera Plutona była już ponad dwa razy gęstsza), skok ten nie został już zaobserwowany.
Następne dowody na obecność mgły pojawiły się w roku 2002, w związku z kolejną okultacją. Światło gwiezdne docierające na Ziemię w trakcie okultacji (ze względu na refrakcję w atmosferze Plutona) charakteryzował wzrost jego intensywności w kierunku większych długości fal. Zostało to zinterpretowane jako przekonujący dowód na występowania rozpraszania światła przez aerozole obecne w atmosferze planety karłowatej (efekt podobny do czerwonego koloru, którym charakteryzuje się Słońce blisko swojego wschodu i zachodu). Zjawisko to nie zostało jednak potwierdzone w późniejszych zaćmieniach (w tym 29 czerwca 2015), a 14 lipca 2015 przelatująca sonda New Horizons ustaliła, że mgła ma kolor niebieski.
W ostatniej partii zdjęć wykonanych przez sondę New Horizons widoczna jest też pewna ilość potencjalnych chmur.

## Temperatura i jej struktura
Pluton nie posiada troposfery albo jest ona niezwykle słaba. Obserwacje sondy New Horizons sugerują istnienie cienkiej planetarnej warstwy granicznej, co jest w zgodzie z modelami, które przewidywały jej grubość na nie więcej niż 1 km. Powyżej niej znajduje się warstwa charakteryzująca się szybkim wzrostem temperatury wraz z wysokością – stratosfera. Pionowy gradient temperatury szacowany jest na 2,2, 3–15 bądź 5,5 K na kilometr, co związane jest z efektem cieplarnianym wywoływanym przez metan. Średnia temperatura powierzchni Plutona to 42 ± 4 K (zmierzona w 2005 roku), a średnia wartość dla całej atmosfery to 90+25−18 K (2008).
Na wysokości 20–40 km temperatura osiąga wartość maksymalną (100–110 K; stratopauza), po czym powoli opada (około 0,2 K/km; mezosfera). Przyczyny tego spadku nie są jasne; można się ich dopatrywać w chłodzącym efekcie tlenku węgla, cyjanowodoru bądź innych czynnikach. Do przelotu sondy New Horizons uważano, że powyżej 200 km temperatura osiąga około 81 K i pozostaje w przybliżeniu stała, jednak zebrane podczas tamtej misji dane wykazują, że na wysokościach 850–1400 km temperatura jest jeszcze niższa, około 70 K; odkrycie to dodatkowo powiększa trudności w wyjaśnieniu efektu chłodzącego zachodzącego w górnych warstwach atmosfery Plutona.
Temperatura wyższych warstw atmosfery nie wykazuje zauważalnych zmian w czasie. W latach 1988, 2002 i 2006 była w przybliżeniu stała i równa 100 K (przy błędzie pomiarowym około 10 K), mimo dwukrotnego wzrostu ciśnienia w tym okresie. Zależność od szerokości geograficznej bądź pory dnia (poranek, wieczór) również nie została zaobserwowana: temperatura jest taka sama nad całą powierzchnią. Jest to zgodne z przewidywaniami teoretycznymi, które wskazują na szybkie mieszanie się atmosfery. Niemniej są też dane wskazujące na pewną zmienność temperatury w osi prostopadłej do powierzchni, które pochodzą z obserwacji ostrych i krótkotrwałych skoków jasności podczas okultacji gwiazdowych. Amplituda tych niejednorodności jest szacowana na 0,5–0,8 K w skali kilku kilometrów. Mogą one być wywoływane przez fale wypornościowe bądź turbulencje związane z konwekcją bądź wiatrem.
Interakcja z atmosferą znacząco wpływa na temperaturę powierzchni. Obliczenia wykazują, że atmosfera – mimo bardzo niskiego ciśnienia – może znacząco redukować wahania temperatury w ciągu dnia; pozostają jednak wahania rzędu 20 K wywoływane między innymi przez ochładzanie powierzchni w wyniku sublimacji lodu.

## Ciśnienie
Ciśnienie atmosferyczne na Plutonie jest bardzo niskie i silnie zmienne w czasie. Obserwacje okultacji gwiezdnych przez Plutona wykazują, że wzrosło ono między rokiem 1988 a 2015 około trzykrotnie, mimo że od 1989 roku glob ten oddala się od Słońca (co powinno zmniejszać dopływ energii, temperaturę i pośrednio ciśnienie atmosferyczne). Prawdopodobnie wynika to z faktu, że w 1987 biegun północny znalazł się w zasięgu promieni słonecznych, które przyspieszają sublimację azotu z północnej czapy polarnej, natomiast biegun południowy nie osiągnął jeszcze wystarczająco niskiej temperatury, aby następowała tam kondensacja. Bezwzględne wartości ciśnienia na powierzchni są trudne do uzyskania z danych z okultacji, ponieważ zbierane wtedy światło nie penetruje zazwyczaj najniższych warstw atmosfery. Z tego powodu ciśnienie na powierzchni musi być ekstrapolowane, co nie jest jednoznaczne wobec nie do końca poznanej zależności temperatury (a przez to także ciśnienia) od wysokości. Dodatkowo niezbędna jest dokładna znajomość promienia Plutona, który do 2015 roku nie był dobrze określony. Z tego powodu dla niektórych okultacji począwszy od 1988 roku ciśnienie obliczane było na poziomie 1275 km od środka planety karłowatej, co okazało się potem być 88 ± 4 km powyżej jej powierzchni.
Krzywe zależności ciśnienia od odległości od środka Plutona, otrzymane na podstawie danych z okultacji w 1988 i 2002 roku, w połączeniu ze znanym dziś promieniem Plutona (1187 ± 4 km), pozwalają otrzymać wartości ciśnienia na poziomie gruntu około 0,4 Pa w 1988 i 1,0 Pa w 2002. Dane spektroskopowe dostarczały wartości 0,94 Pa w 2008 roku i 1,23 Pa w 2012, przy odległości od środka Plutona 1188 km, czyli 1 ± 4 km ponad jego powierzchnią. Okultacja 4 maja 2013 dostarczyła danych o ciśnieniu niemal dokładnie na poziomie powierzchni (1190 km od środka, 3 ± 4 km od powierzchni), które wynosiło 1,13 ± 0,007 Pa. Okultacja na przełomie 29/30 czerwca 2015, dwa tygodnie przed przelotem sondy New Horizons, pozwalała szacować ciśnienie na 1,3 ± 0,1 Pa.
Pierwsze bezpośrednie i wiarogodne dane dotyczące najniższych warstw atmosfery Plutona zostały zgromadzone przez sondę New Horizons 14 lipca 2015 przez pomiary okultacji fal radiowych wysyłanych przez nadajniki Deep Space Network i mierzonych przez przyrząd REX na pokładzie sondy. Ciśnienie na powierzchni zostało oszacowane na 1 Pa (1,1 ± 0,1 Pa kiedy sonda wchodziła w pas cienia rzucanego przez Plutona i 1,0 ± 0,1 Pa kiedy z niego wychodziła). Jest to zgodne z częścią obliczeń opartych na okultacjach obserwowanych z Ziemi w poprzednich latach, chociaż niektóre inne szacunki korzystające z tych samych danych myliły się dwukrotnie.
Krzywa ciśnienia atmosfery Plutona w funkcji wysokości od jego powierzchni odbiega znacząco od prostego modelu eksponencjalnego, znanego jako wzór barometryczny. Wynika to z dużej zmienności temperatury w zależności od wysokości. Jeśli zastosować wzór barometryczny dla poszczególnych warstw atmosfery, uzyskuje się dopasowanie, według którego w najniższych warstwach atmosfery e-krotny spadek ciśnienia następuje na odcinku 17–19 km, a na wysokości 30–100 km dystans ten rośnie do 50–70 km.

## Zmiany w cyklu pór roku
Ze względu na dużą ekscentryczność swojej orbity Pluton otrzymuje 2,8 raza mniej ciepła w aphelium niż w peryhelium. Powinno to wywoływać duże zmiany w atmosferze planety karłowatej, jednak szczegóły tych procesów nie są znane. Na początku uważano, że w aphelium atmosfera musi w większości zamarzać i opadać na powierzchnię, jak wynikałoby to z silnych zależności temperaturowych ciśnienia sublimacji składników atmosfery. Bardziej złożone modele przewidują jednak, że Pluton posiada zauważalną atmosferę przez cały swój rok.
Ostatnie przejście Plutona przez peryhelium przypadało na 5 września 1989. W roku 2015 oddalał się on od Słońca i jego nasłonecznienie malało. Sprawę komplikuje jednak fakt znacznego nachylenia osi obrotu Plutona (122,5°), co powoduje długie dni i noce polarne na znacznej części jej powierzchni. Na krótko przed osiągnięciem peryhelium, 16 grudnia 1987, na Plutonie była równonoc, a na jego biegunie północnym skończyła się noc polarna, która trwała 124 lata ziemskie.
Dane dostępne w 2014 pozwoliły naukowcom zbudować model zmian rocznych w atmosferze Plutona. W czasie poprzedniego aphelium (1865) znaczna część lotnych lodów obecna była zarówno na jego północnej, jak i południowej półkuli. Mniej więcej w tym samym czasie nastąpiła też równonoc i południowa półkula zaczęła być zwrócona w stronę Słońca. Znajdujące się na niej lody zaczęły migrować na półkulę północną (poprzez sublimację do atmosfery na południu, a potem resublimację z niej na zimniejszej północy), aż półkula południowa stała się ich zasadniczo pozbawiona. Po następnej równonocy (1987) półkule z powrotem zamieniły się nasłonecznieniem, jednak duża pojemność cieplna obszarów wokół bieguna południowego, związana z obecnością nielotnego lodu wodnego, spowolniła jego ochładzanie. Z tego powodu gazy, które obecnie intensywnie sublimują na północy, nie kondensują w tym samym tempie na południu; w związku z tym gromadzą się one w atmosferze, prowadząc do wzrostu jej ciśnienia. Około 2035–2050 roku półkula południowa ochłodzi się wystarczająco, aby umożliwiać intensywną resublimację gazów, które rozpoczną wędrówkę z półkuli północnej, objętej dniem polarnym. Zjawisko to będzie trwało do kolejnej równonocy, około roku 2113, zbiegającej się w przybliżeniu z następnym aphelium. Półkula północna nie utraci całkowicie swoich lotnych lodów, a ich sublimacja będzie uzupełniała atmosferę w gazy nawet podczas największego oddalenia Plutona od Słońca. W tym modelu całkowita różnica ciśnienia będzie czterokrotna; minimum zostało osiągnięte w latach 1970–1980, a maksimum zostanie osiągnięte w 2030 roku. Całkowita różnica temperatury lodu na powierzchni będzie rzędu 3 K, a średnia temperatura na −60° szerokości geograficznej wykaże amplitudę około 6 K. Ciągła wymiana ciepła pomiędzy oświetloną a nieoświetloną półkulą, odbywająca się za pośrednictwem migrujących gazów atmosferycznych, wskazywana jest przez niektórych autorów jako przyczyna, dla której Pluton jako całość wykazuje bardzo dużą bezwładność temperaturową i powinien zachować swoją atmosferę przez cały rok.

## Ucieczka gazów z atmosfery

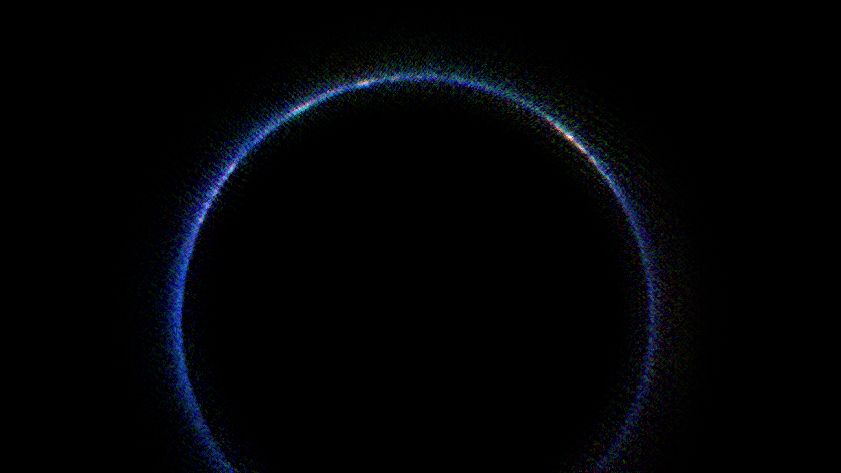
Atmosfera Plutona w podczerwieni (zdjęcia sondy New Horizons). Białawe plamy widoczne są dzięki światłu słonecznemu odbijającemu się od obszarów o wyższym albedo na jego powierzchni.

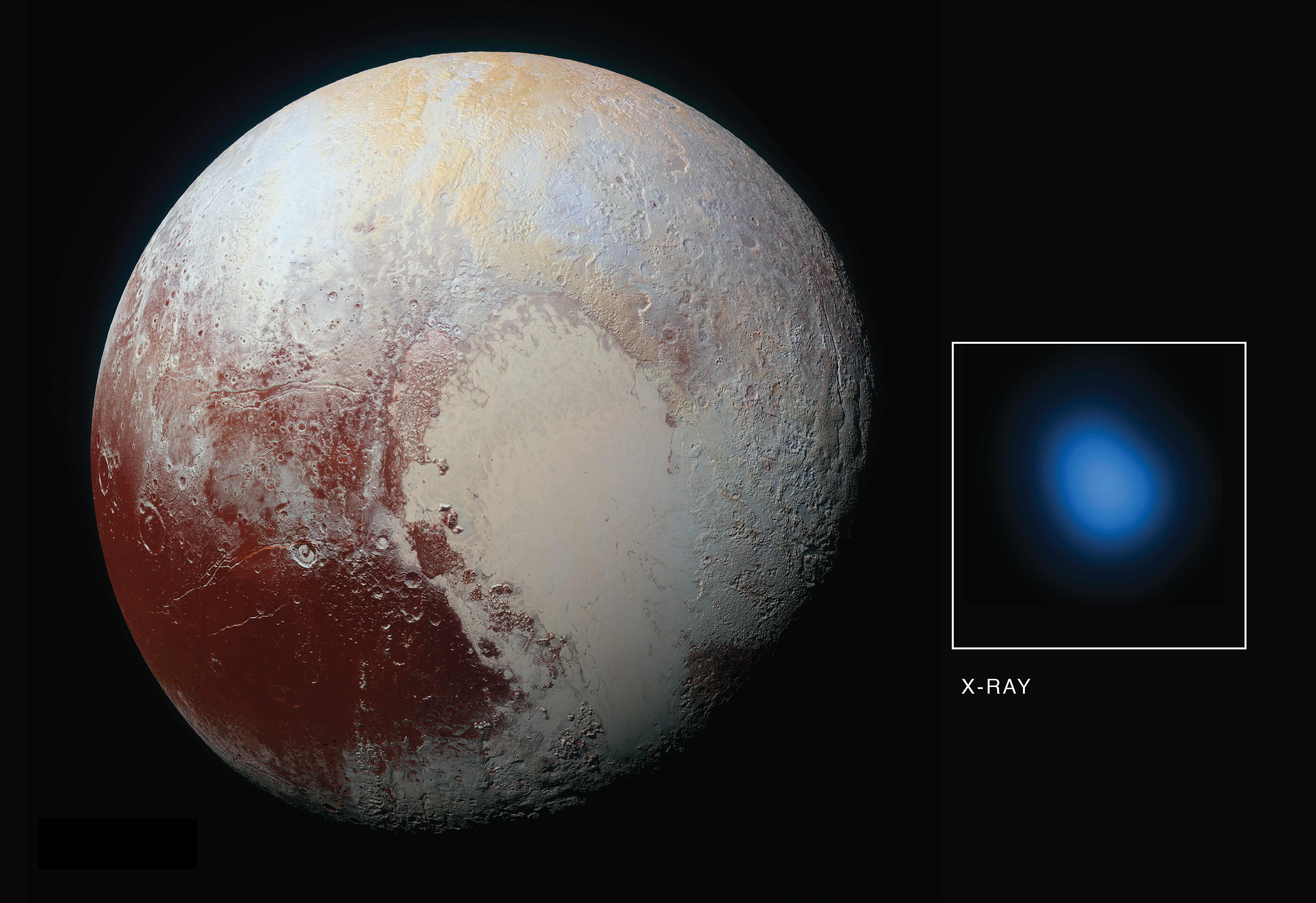
Zdjęcie Plutona w zakresie promieniowania rentgenowskiego, wykonane przez Teleskop kosmiczny Chandra (błękitna plama), zestawione ze zdjęciem w świetle widzialnym. Źródłem promieniowania rentgenowskiego jest prawdopodobnie oddziaływanie gazów otaczających Plutona z wiatrem słonecznym, chociaż szczegóły tego procesu nie są znane.

Wczesne dane sugerowały, że atmosfera Plutona traci 1027–1028 molekuł (50–500 kg) azotu na sekundę, ilość odpowiadającą utracie kilkuset–kilku tysięcy metrów warstwy lotnych lodów z powierzchni od początku istnienia Układu Słonecznego. Nowsze dane, pochodzące z sondy New Horizons, wskazują jednak, że wartość ta była przeszacowana o kilka rzędów wielkości. Atmosfera Plutona traci obecnie tylko 1×1023 cząstek azotu i 5×1025 metanu na sekundę. W skali czasowej Układu Słonecznego oznacza to utratę warstwy kilku centymetrów lodu azotowego i około 30 metrów metanowego.
Cząstki o prędkości przekraczającej prędkość ucieczki mogą wyrwać się z atmosfery Plutona do przestrzeni kosmicznej, gdzie jonizowane są przez słoneczne promieniowanie ultrafioletowe. Wiatr słoneczny napotykający na przeszkodę, jaką jest ich chmura, jest spowalniany i zmuszany do zmiany kierunku, potencjalnie wytwarzając falę uderzeniową pomiędzy Plutonem a Słońcem. Jony są dalej porywane przez wiatr słoneczny i tworzą ciągnący się za Plutonem „ogon”. Specjalnie do tego przeznaczony przyrząd SWAP (Solar Wind around Pluto) sondy New Horizons dokonał pierwszych pomiarów tego regionu niskoenergetycznych jonów 14 lipca 2015, krótko po największym zbliżeniu sondy. Te pomiary powinny pozwolić zespołowi SWAP na określenie tempa utraty atmosfery przez Plutona, co z kolei zaowocuje dokładniejszym poznaniem ewolucji atmosfery i powierzchni tej planety karłowatej.
Czerwono-brązowa czapa na północnym biegunie Charona, największego z księżyców Plutona, może składać się z tholinów, organicznych makromolekuł powstałych z metanu, azotu i innych gazów w atmosferze Plutona, które następnie przebyły dystans 19 000 km do tego księżyca.

## Historia badań
Już w latach 40. XX wieku Gerard Kuiper szukał dowodów na istnienie atmosfery w spektrum Plutona, badania te jednak nie przyniosły rezultatów. W latach 70. niektórzy astronomowie rozważali hipotezę o grubej atmosferze, a nawet oceanach neonu – istniały wówczas poglądy, że wszystkie inne gazy powszechne w Układzie Słonecznym w warunkach Plutona zamarzłyby bądź uciekły. Hipotezy te były jednak oparte na znacznie przeszacowanej masie Plutona, a dane obserwacyjne o atmosferze i składzie chemicznym Plutona nie były wtedy dostępne.
Pierwsze mocne, choć niebezpośrednie, przesłanki wskazujące na obecność atmosfery pojawiły się w roku 1976. Obserwacje fotometryczne w podczerwieni za pomocą 4-metrowego teleskopu Nicholasa U. Mayalla wykazały obecność na powierzchni Plutona lodu metanowego, który przy panujących na planecie temperaturach musiałby w znaczący sposób sublimować.
Istnienia atmosfery na Plutonie dowiedziono dopiero przez obserwację okultacji gwiazd. Gdy gwiazda zasłaniana jest przez ciało niebieskie pozbawione atmosfery, jej światło znika gwałtownie, w przypadku Plutona efekt ten jest jednak stopniowy. Zjawisko to wywoływane jest głównie przez refrakcję atmosferyczną (nie absorpcję ani rozpraszanie). Pierwsze obserwacje tego zjawiska poczynione zostały w sierpniu 1985 roku przez Noaha Broscha i Haima Mendelsona w obserwatorium Wise w Izraelu. Jakość zebranych danych była niestety dość niska, ze względu na niekorzystne warunki obserwacyjne; ponadto szczegółowy opis tych badań opublikowany został dopiero dziesięć lat później. 9 czerwca 1988 obecność atmosfery została przekonująco udowodniona przez obserwację kolejnej okultacji z ośmiu różnych lokalizacji (najlepszej jakości dane zebrane zostały przez Latające Obserwatorium Kuipera). Zmierzona została zależność między ciśnieniem atmosferycznym a wysokością nad powierzchnią Plutona (wykładnik w modelu wzoru barometrycznego), co z kolei pozwoliło obliczyć stosunek temperatury do średniej masy cząsteczkowej. Obliczenie bezpośrednio temperatury i ciśnienia nie było możliwe ze względu na brak danych na temat składu chemicznego atmosfery, a także dużych niepewności co do średnicy i masy Plutona.
Zagadnienie składu zostało rozwiązane w 1992 roku dzięki przebadaniu widma podczerwonego Plutona za pomocą 3,8-metrowego United Kingdom Infrared Telescope. Powierzchnia Plutona okazała się być pokryta głównie stałym azotem. Ponieważ gaz ten jest bardziej lotny od metanu, obserwacja ta wskazywała na obecność azotu również w atmosferze (choć jego forma gazowa nie została zaobserwowana bezpośrednio w widmie). Oprócz tego odkryta została niewielka domieszka stałego tlenku węgla. W tym samym roku obserwacje z użyciem 3-metrowego Nasa Infrared Telescope Facility dostarczyły pierwszych mocnych dowodów na obecność gazowego metanu.
Aby poznać stan atmosfery niezbędna jest znajomość temperatury powierzchni ciała niebieskiego. Jej najlepsze oszacowania pochodzą z pomiarów promieniowania cieplnego Plutona. Pierwsze wartości liczbowe, obliczone na podstawie obserwacji przeprowadzonych w 1987 roku przez IRAS, były na poziomie 55–60 K, następne prace wskazywały z kolei na 30–40 K. W 2006 roku obserwacje za pomocą Submillimeter Array pozwoliły na oddzielenie obserwowanej emisji Plutona od jego księżyca Charona, a średnia temperatura powierzchni Plutona określona została na 42±4 K. Było to około 10 K mniej niż przewidywano; jednym z czynników, który mógłby wyjaśnić tę różnicę, jest chłodzenie powierzchni w wyniku sublimacji lodu azotowego. Inne prace wskazywały, że temperatura jest znacząco różna w poszczególnych regionach Plutona: od 40 do 55–60 K.
Około roku 2000 Pluton wszedł na tło obfitych w gwiazdy obszarów Drogi Mlecznej i pozostanie tam do lat 20. XXI wieku. Pierwsze okultacje gwiezdne po roku 1988 zostały zaobserwowane 20 lipca i 21 sierpnia 2002 przez zespoły Bruno Sicardy’ego z obserwatorium paryskiego i Jamesa L. Elliota z MIT. Ciśnienie atmosferyczne okazało się być dwukrotnie wyższe niż zmierzone w 1988. Następna okultacja była obserwowana 12 czerwca 2006, a potem następowały kolejne. Przetwarzanie danych z tych obserwacji wykazuje, że ciśnienie na planecie dalej rośnie. Okultacja szczególnie jasnej, bo aż dziesięciokrotnie jaśniejszej od Plutona, gwiazdy była obserwowana na przełomie 29 i 30 czerwca 2015 – zaledwie dwa tygodnie przed przelotem sondy New Horizons.
14 lipca 2015 sonda New Horizons wykonała pierwsze badania atmosfery Plutona z niewielkiej odległości, między innymi pomiary okultacji fal radiowych nadawanych z Ziemi oraz promieniowania słonecznego wraz z wlatywaniem w strefę cienia rzucanego przez Plutona. Dostarczyło to pierwszych bezpośrednich pomiarów parametrów dolnych warstw atmosfery. Ciśnienie na powierzchni okazało się być równe 1,0–1,1 Pa.